# ハンス・バイスヴェンガー
ハンス・バイスヴェンガー(ドイツ語: Hans Beißwenger、1916年11月8日 - 1943年3月6日)は、ドイツの軍人。最終階級は空軍中尉。第二次世界大戦では総出撃回数500回、総撃墜数152機を記録したエース・パイロットであり、その功績から柏葉付騎士鉄十字章を受章した。

## 経歴

### 前半生
バイスヴェンガーは1916年11月8日、ヴュルテンベルク王国・シュヴェービッシュ・ハルの教師の家庭に生まれた。学校を卒業した後、1937年11月2日にドイツ国防軍空軍へ志願兵として入隊した。ゲッピンゲンの第25高射砲連隊へ配属された彼はそこで基本的な軍事教練を受けている。1938年4月1日に戦闘航空兵学校へ入学し、本格的にパイロットとしての道を歩み始めた。
第二次世界大戦勃発後の1940年10月、バイスヴェンガーは第54戦闘航空団第II飛行隊第6飛行中隊へ配属され、11月1日に予備役少尉へ昇進した。

### 第二次世界大戦
フランスを拠点とする第54戦闘航空団は、バトル・オブ・ブリテンによって甚大な被害を受けていた。バイスヴェンガーが配属されたのは第54戦闘航空団の再編期に当たる。彼が配属された時点で、すでに第I飛行隊はフランスを離れイェファーに移っており、彼の第II飛行隊も12月3日にデルメンホルストへ移動した。1941年3月29日、航空団本部中隊、第II飛行隊、第III飛行隊は、ユーゴスラビア侵攻の準備のためオーストリアへの転属が命じられている。
ユーゴスラビア侵攻が始まると、4月7日にバイスヴェンガーはユーゴスラビア空軍の戦闘機ホーカー ハリケーンを撃墜し初戦果を上げた。バルカン戦線 (第二次世界大戦)の最中である5月6日、彼は二級鉄十字章を受けている。
独ソ戦の勃発を受け、第54戦闘航空団も参戦することとなった。この時点で既にバイスヴェンガーは第54戦闘航空団の中で才能を開花させつつあった。1941年7月17日に彼は最前線で撃墜されるもなんとか基地へ逃げ帰り、敵の捕虜となることを逃れている。8月24日には赤色空軍の戦闘機I-16の撃墜をもって総撃墜数を20機とした。その年の終わりには撃墜数が32機に達している。1942年4月6日には40機、5月8日には50機撃墜に達し、5月9日にヘルムート・フェルスター空軍中将から騎士鉄十字章が贈られた。8月11日には第6中隊の中隊長に就任している。
バイスヴェンガーはその後も撃墜数を伸ばし続け、1942年8月15日に75機、9月26日には総撃墜数100機の大台に乗った。撃墜数が100機に達したのは、ドイツ空軍で25人目の事であった。これらの功績を受け、9月30日には柏葉付騎士鉄十字章を受章している。ちなみに、8月23日に彼は一日でエース・パイロットとなった。この日3度の出撃があったが、最初の出撃で彼が5機の敵機を墜としたためである(エース・パイロットの基準は5機以上の撃墜)。
1942年9月4日、バイスヴェンガーの部隊指揮官であるディートリヒ・フラバク大尉は以下の文面で彼の優先昇進を打診している。
バイスヴェンガーの昇進は承諾され、中尉となった。短期間の休養の後、戦闘に復帰。1942年末までに彼の撃墜数は119機を記録した。1943年1月23日に125機、2月11日には135機の撃墜を記録している。
1943年3月6日、バイスヴェンガーはメッサーシュミット Bf109 G-2イエロー4(製造番号 - 14236)に搭乗しイリメニ湖南部へ出撃したが、帰還することはなかった。当時彼の編隊は4機のソヴィエト軍機と交戦中であり、彼は2機のLaGG-3を撃墜したが、それが彼の最期の戦果であった。
バイスヴェンガーと編隊を組んでいたゲオルク・ムンダロー伍長は、自身が搭乗するBf109が被弾したため、敵地への不時着を余儀なくされた。結果として彼はソヴィエトの捕虜となったが、そのときソヴィエト兵から、もう一機の戦闘機を撃墜したと知らされた。その戦闘機はエンジンの不調により低空飛行で基地へ引き返そうとしていた最中であった。バイスヴェンガーはその戦闘以降消息を絶ったため、撃墜された戦闘機に搭乗していた可能性が高い。
生涯撃墜数は152機を記録した。

## 叙勲
- 鉄十字章
  - 二級鉄十字勲章1939年章 (1941年5月6日)[10][11]
  - 一級鉄十字勲章1939年章 (1941年8月16日)[10][11]
- 空軍名誉杯 (1941年8月9日)[10]
- 空軍前線飛行章
  - 空軍前線飛行章金章 (1941年8月20日)[10]
- ドイツ十字章
  - ドイツ十字章金章 (1941年10月17日)[12]
- 騎士鉄十字章
  - 騎士鉄十字章 (1942年5月9日)[13][14]
  - 柏葉付騎士鉄十字章 (1942年9月30日)[15][16]